# Fátima
Fátima är en stad och freguesia (kommundel) i centrala Portugal, 30 km sydöst om Leiria och 130 km norr om Lissabon. Den ligger i kommunen Ourém i distriktet Santarém och har 13 212 invånare (2021).
Fátima är Portugals viktigaste vallfartsmål. Varje år kommer dit stora skaror pilgrimer för att högtidlighålla uppenbarelsen av Jungfru Maria för de tre herdebarnen Lucia, Jacinta och Francisco året 1917.                                                                                                                 På platsen finns en basilika byggd i kalksten i nybarock stil med ett 65 m högt torn och en öppen plats stor som Petersplatsen i Rom.
10 km från staden ligger stenbrottet Pedreira da Galinha där man kan se dinosauriers fotspår.

## Etymologi
Ortnamnet Fátima förmodas syfta på en mozarabisk godsägarinna i trakten. I sin förlängning kopplas namnet till Fatima, den islamiske profeten Muhammeds dotter.

## Mariauppenbarelsen
Enligt Romersk-katolska kyrkan uppenbarade sig Jungfru Maria för tre herdebarn utanför Fátima mellan maj och oktober 1917.

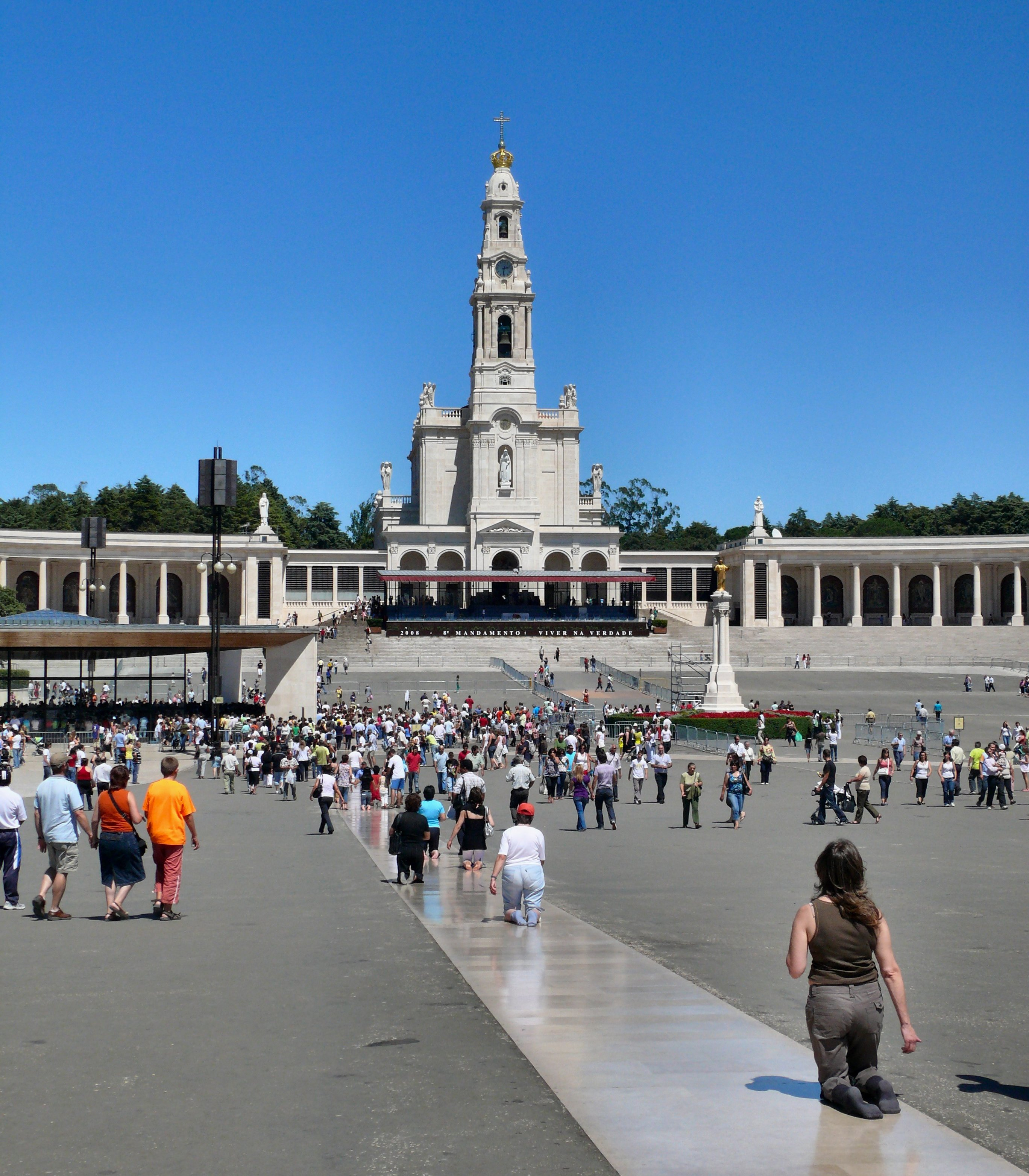
Pilgrimer i Fátima
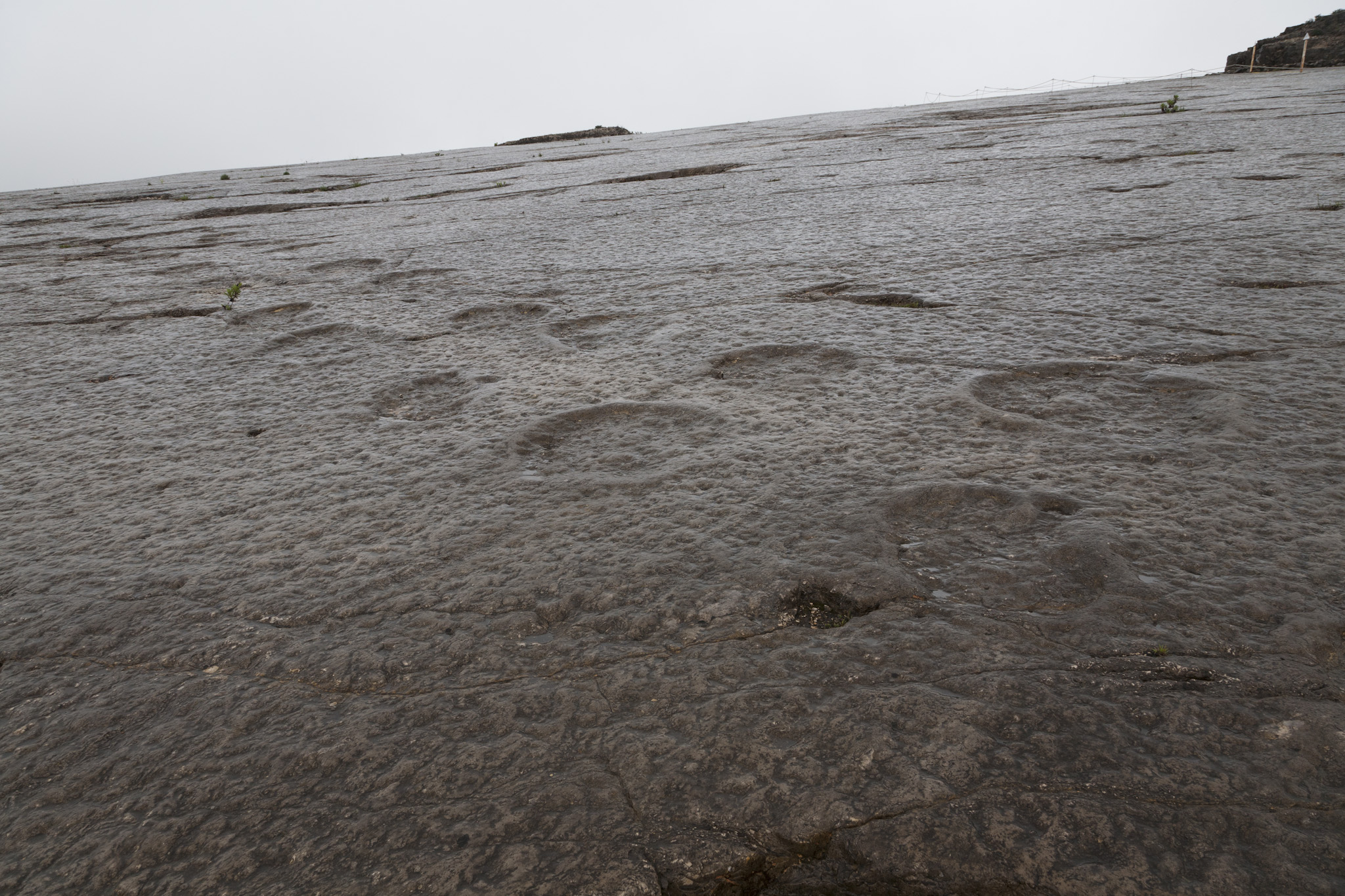
Fotspår från dinosaurier i Serra de Aire

### Fotnoter
1. 1 2  ”Fátima”. Nationalencyklopedin. https://www.ne.se/uppslagsverk/encyklopedi/l%C3%A5ng/fatima-(2). Läst 11 juni 2022.
2. ↑  ”Fátima” (på portugisiska). Infopédia. Porto Editora. https://www.infopedia.pt/apoio/artigos/$fatima. Läst 11 juni 2022.  ”Cidade (10 300 hab.) (2001) do concelho de Ourém, no distrito de Santarém.”
3. ↑  ”Mapa dos municípios (Karta över kommunerna) - Ourém” (på portugisiska). Associacão Nacional dos Municípios Portugueses (Portugisiska kommunförbundet). https://www.anmp.pt/municipios/municipios/municipios-de-a-a-v/. Läst 11 juni 2022.
4. ↑  ”Censos 2021 - Resultados provisórios - Freguesia - Fátima” (på portugisiska). Censos 2021. INE (Portugals statistiska centralbyrå). https://www.ine.pt/scripts/db_censos_2021.html. Läst 11 juni 2022.
5. ↑  ”Ourém” (på portugisiska). Infopédia. Porto Editora. https://www.infopedia.pt/apoio/artigos/$ourem. Läst 11 juni 2022.
6. ↑  ”Santuário de Fátima” (på portugisiska). Infopédia. Porto Editora. https://www.infopedia.pt/apoio/artigos/$santuario-de-fatima?intlink=true. Läst 11 juni 2022.
7. ↑  Cecilia Leideman Bäck (17 juni 2001). ”Vandring i dinosauriernas fotspår”. Dagens nyheter. http://www.dn.se/arkiv/resor/vandring-i-dinosauriernas-fotspar/. Läst 2 februari 2017.
8. ↑  ”Dinossauros de Portugal” (på portugisiska). Dinossauros de Portugal. http://dinossauros.weebly.com/pedreira-do-galinha.html. Läst 11 juni 2022.
9. ↑  ”Toponímia - Fátima” (på portugisiska). Infopédia. Porto Editora. https://www.infopedia.pt/dicionarios/toponimia/F%C3%A1tima. Läst 11 juni 2022.
10. ↑  ”Fátima” (på portugisiska). Infopédia. Porto Editora. https://www.infopedia.pt/apoio/artigos/$fatima. Läst 11 juni 2022.  ”A localidade alcançou extraordinária celebridade a partir de 13 de maio de 1917, em consequência das aparições de Nossa Senhora.”
11. ↑  ”Påven: Kyrkans egna synder värst”. Svenska dagbladet. 11 maj 2010. https://www.svd.se/paven-kyrkans-egna-synder-varst/om/varlden. Läst 2 februari 2017.